# Joseph Nérette
Joseph Nérette, född 9 april 1924, död 29 april 2007 i Port-au-Prince, var en haitisk politiker. Han var Haitis president 8 oktober 1991–19 juni 1992.